# 아카사카역 (야마나시현)
아카사카역(일본어: 赤坂駅, あかさかえき)은 일본 야마나시현 쓰루시에 있는 후지 급행 오쓰키 선의 역이다.

## 타는 곳
| ■ 후지 급행 선 | 상행 | 가세이·오쓰키·다카오·도쿄 방면      |
| ■ 후지 급행 선 | 하행 | 쓰루 시·후지요시다·가와구치 호 방면 |

## 역세권 정보
야마나시 현립 고등학교가 인근에 위치해 있어 승객이 많은 편이다.
- 국도 제139호선
- 주오 자동차도 쓰루 나들목

## 역사
- 1929년 6월 19일: 영업 개시.

## 인접역
| 후지 급행 ■ 오쓰키 선 | 후지 급행 ■ 오쓰키 선 | 후지 급행 ■ 오쓰키 선    |
| --------------------- | --------------------- | ------------------------ |
| 무정차통과            | 후지 산 특급          | 무정차통과               |
| 가세이 오쓰키 방면    | 보통                  | 쓰루 시 가와구치 호 방면 |